# Final Space
Final Space è una serie animata statunitense-canadese ideata da Olan Rogers e David Sacks per la TBS.
La serie segue le avventure di un astronauta di nome Gary e il suo amico alieno, Mooncake, che cercano di risolvere il mistero di "Final Space".
Il primo episodio venne presentato il 15 febbraio 2018 su Reddit. Successivamente, i primi due episodi diventarono disponibili sul sito web e sull'app di TBS. Il 17 febbraio, invece, il primo episodio venne trasmesso sulla rete sorella TNT. Ufficialmente, la prima stagione è stata trasmessa sulla TBS dal 26 febbraio al 7 maggio 2018. Il 7 maggio 2018 è stata rinnovata per una seconda stagione di 13 episodi, prevista per il 24 giugno 2019 su Adult Swim. In Italia è disponibile su Netflix dal 20 luglio 2018. Il 10 settembre viene reso pubblico che la terza stagione sarà l'ultima.

## Trama
La storia narra le vicende del giovane Gary Goodspeed il quale, nel tentativo di far colpo su un'attraente Guardia dell'Infinito di nome Quinn Airgon, ruba nel bagno di un bar la divisa di un pilota di caccia per tentare l'approccio con la ragazza. Sfortuna vuole che pochi istanti dopo tutti i piloti vengano richiamati ai loro velivoli da un allarme e Gary si ritrova ai comandi di un caccia spaziale assieme a Quinn senza avere la più pallida idea di come interagire con i comandi tanto che distruggerà inavvertitamente 41 caccia e un ristorante messicano sparando con i cannoni. Questo gli costerà un'incarcerazione di 5 anni a bordo della Galaxy One, una nave prigione gestita da un'intelligenza artificiale chiamata HUE, il suo compagno robotico anti impazzimento KVN, rinominato da Gary "Kevin" e una moltitudine di robo-guardie con cui Gary è costretto a passare il tempo tentando di insegnargli a giocare a carte. Nonostante tutto non smetterà mai di pensare a Quinn come l'amore della sua vita per tutta la durata della pena.
Una serie di eventi porterà il giovane in contatto con un affettuoso alieno di nome Mooncake e tanti altri compagni di avventura con cui farà squadra supportato dallo stesso HUE per impedire l'avvento di mostruose creature chiamate Titani provenienti dallo Spazio Finale.

## Episodi
| Stagione         | Episodi | Prima TV USA | Pubblicazione Italia |
| ---------------- | ------- | ------------ | -------------------- |
| Prima stagione   | 10      | 2018         | 2018                 |
| Seconda stagione | 13      | 2019         | 2019                 |
| Terza stagione   | 13      | 2021         | 2021                 |

## Personaggi e doppiatori

### Personaggi principali
- Gary Goodspeed, voce originale di Olan Rogers, italiana di Marco Vivio.
- Mooncake, voce originale di Olan Rogers, italiana di Antonella Baldini.
- Jack the Lord Commander, voce originale di David Tennant, italiana di Massimiliano Plinio.
- Avogatto, voce originale di Coty Galloway, italiana di Riccardo Scarafoni.
- Gatto Jr., voce originale di Steven Yeun, italiana di Alessio De Filippis.
- HUE, voce originale di Tom Kenny, italiana di Massimo Bitossi.
- Quinn Ergon, voce originale di Tika Sumpter, italiana di Ilaria Latini e Francesca Manicone.
- KVN, voce originale di Fred Armisen, italiana di Simone Marzola.
- Ash Graven, voce originale di Ashly Burch, italiana di Chiara Oliviero.
- Sheryl Goodspeed, voce originale di Claudia Black.
- Fox, voce originale di Ron Funches.
- Clarence Polkawitz, voce originale di Conan O'Brien.
- AVA, voce originale di Jane Lynch.
- Bolo, voce originale di Keith David, italiana di Gianluca Solombrino.
- Invictus, voce originale di Vanessa Marshall, italiana di Adalberto Maria Merli.
- Biskit, voce originale di Olan Rogers, italiana di Gabriele Tacchi.
- Evra, voce originale di Jasmin Savoy Brown.

### Personaggi ricorrenti
- Tribore Menendez, voce originale di Olan Rogers, italiana di Stefano Billi
- David Dewinter, voce originale di Olan Rogers.
- John Goodspeed, voce originale di Ron Perlman.
- Shannon Thunder, voce originale di Shannon Purser.
- SAMES, voce originale di Tom Kenny.
- Hushfluffles, voce originale di Alan Tudyk, italiana di Luigi Ferraro.
- Oreskis, voce originale di Christopher Judge.
- Aracnitetti, voce originale di John DiMaggio e Phil LaMarr.
- Quatronostro, voce originale di Oscar Montoya.
- Kevin Van Newton, voce originale di Tom Kenny.
- Avery Ergon, voce originale di Krystal Joy Brown.

## Produzione

### Sviluppo
L'idea per la serie è nata a metà del 2010. Olan Rogers caricò il primo episodio di una web serie animata in dieci parti intitolata Gary Space sul suo canale YouTube. Il progetto è durato tre episodi, con Rogers che spiegò su Facebook che sia lui che l'artista della serie, Dan Brown, tendevano a separare i progetti in quel momento, ma erano in trattative per continuare. Il 30 aprile 2013, Rogers ha confermato di voler fare un reboot della serie.
All'inizio del 2016, Rogers ha annunciato che il suo progetto si sarebbe chiamato Final Space, rivelando gli screenshot del corto tramite un vlog sul suo canale YouTube. L'episodio pilota, successivamente, venne pubblicato il 6 aprile 2016 sul canale di Rogers. Ben presto il video attirò l'attenzione di Conan O'Brien, che lo invitò a Los Angeles dalla TBS per una serie televisiva. Dopo due settimane di lavoro con Sacks e Jake Sidwell (co-compositore della serie al fianco di Shelby Merry), Rogers e Sacks hanno poi presentato lo spettacolo alla TBS; così come a Comedy Central, Fox, FX, YouTube e Fullscreen. Tutte e sei le società volevano la serie e questo ha portato a una guerra di offerte tra le reti, con la TBS che finì per acquistare la serie.

### Casting
Nel dicembre 2016, Olan Rogers ha annunciato che sarebbe stato il doppiatore di Gary e Mooncake. Nel luglio 2017, Fred Armisen, Conan O'Brien, Keith David, Coty Galloway, Tom Kenny, Caleb McLaughlin, John DiMaggio, Ron Perlman, Shannon Purser, Andy Richter, David Tennant e Steven Yeun si unirono ai doppiatori.

### Cancellazione
Il 10 settembre 2021, Rogers ha annunciato che la serie è stata cancellata dopo tre stagioni, a causa della proposta di fusione di WarnerMedia e Discovery annunciata quell'anno. Nel settembre 2022, Rogers ha affermato su Twitter che la serie sarebbe stata cancellata come una perdita ai fini fiscali da Warner Bros. Discovery.
La serie è stata rimossa a livello internazionale da Netflix il 16 dicembre 2023.
Il 24 aprile 2023 viene annunciata da Rogers sui suoi canali social una graphic novel che andrà a concludere l'opera.